# Петьонвиль
Петьонви́ль (фр. Pétionville, Pétion-Ville, гаит. креол. Petyonvil) — четвёртый по величине город Гаити. Расположен к юго-востоку от столицы страны города Порт-о-Пренс. Население — 376 834 чел. (2015). Основан в 1804 году во время правления президента Жан-Пьера Бойе и назван в честь одного из лидеров борьбы за независимость и второго президента Гаити Александра Петиона.

## Персоналии
- Жан Прис-Марс (1876—1969) — гаитянский писатель, врач, этнограф, педагог, философ, публицист, государственный, общественный и политический деятель, дипломат.